# (19811) Kimperkins
(19811) Kimperkins (2000 SY114) – planetoida z pasa głównego asteroid okrążająca Słońce w ciągu 4,09 lat w średniej odległości 2,56 j.a. Odkryta 24 września 2000 roku.